# Juan de Orduña
Juan de Orduña y Fernández-Shaw (Madrid, 27 dicembre 1900 – Madrid, 3 febbraio 1974) è stato un attore e regista cinematografico spagnolo.

## Biografia
Nato in una famiglia di aristocratici corsi studiò diritto. La sua carriera artistica come attore ebbe inizio negli anni venti, quando entrò a far parte della Società di teatro di Emilio Thuiller. Negli anni successivi interpretò numerosi film muti. Ottenne la parte del protagonista nel primo film sonoro del cinema spagnolo, El misterio de la Puerta del Sol (1929). A partire dall'arrivo del cinema sonoro, la sua presenza davanti alla macchina da presa andò rarefacendosi, benché partecipò a film di un certo livello come Nobleza baturra (1935), di Florián Re.
La sua attività di regista si impennò specialmente nel decennio che seguì la fine della guerra civile spagnola, quando divenne uno dei registi più prolífici del momento e anche uno dei preferiti dal pubblico.
Nella prima metà degli anni quaranta consolidò il suo successo specializzandosi nelle commedie al gusto dell'epoca, come Tuvo la culpa Adán (1944) o Ella, él y sus millones (1944).
L'estetica ampollosa e il gusto per l'interpretazione grandilocuente della storia di Spagna dei primi anni del franchismo presto si impossessarono dello spirito del cinema dell'epoca e passarono a determinare in buona misura il profilo dei film di Orduña. Così, si specializzò in drammi storici che esaltavano i valori patriottici della Spagna imperiale e incontravano il favore del pubblico. In quell'epoca diresse Giovanna la pazza (1948), Agustina de Aragón (1950) con Aurora Bautista, La leona de Castilla (1951) o Alba de América (1951).
L'evoluzione nei gusti del pubblico portò, negli anni cinquanta, a una nuova modifica nella tematica del suo cinema e chiuse il decennio girando El último cuplé (1957), veicolo di successo per la nascente stella Sara Montiel.
I suoi ultimi anni li dedicò a filmare zarzuela, un genere che visse un certo successo durante gli anni sessanta.

## Filmografia

### Regista

#### Cinema
- Una aventura de cine (1928) - anche attore
- Suite granadina - cortometraggio documentario (1940)
- Feria en Sevilla - cortometraggio documentario (1940)
- Porque te vi llorar (1941)
- ¡A mí la Legión! (1942)
- El frente de los suspiros (1942)
- Nostalgia - cortometraggio (1942)
- Deliciosamente tontos (1943)
- Yo no me caso (1944)
- Tuvo la culpa Adán (1944)
- La vida empieza a medianoche (1944)
- Ella, él y sus millones (1944)
- Misión blanca (1946)
- Leyenda de feria (1946)
- Tragico inganno (Un drama nuevo) (1946)
- Serenata española (1947)
- La Lola se va a los puertos (1947)
- Mi enemigo el doctor (1948)
- Giovanna la pazza (Locura de amor) (1948)
- Rosas de otoño, co-regia di Eduardo Morera (1949)
- Figli traditi (Pequeñeces...) (1950)
- Tempestad en el alma (1950)
- La pantera di Castiglia (Agustina de Aragón) (1950)
- Vendaval (1950)
- La leonessa di Castiglia (La leona de Castilla) (1951)
- Il segreto di Cristoforo Colombo (Alba de América) (1951)
- Amore e fango - Palude tragica (Cañas y barro) (1954)
- Zalacaín el aventurero (1955)
- Uomini donne e preti (El padre Pitillo) (1955)
- Valencia (El último cuplé) (1957)
- La tirana (1958)
- Música de ayer (1959)
- El amor de los amores (1962)
- Teresa de Jesús (1962)
- Bochorno (1963)
- Nobleza baturra (1965)
- Delitto d'amore (1966)
- Jerry Land - Cacciatore di spie (Anónima de asesinos) (1966)
- Despedida de casada (1968)
- La canción del olvido (1969)
- Bohemios (1969)
- La revoltosa (1969)
- El huésped del sevillano (1970)
- La tonta del bote (1970)
- El caserío (1972)
- Me has hecho perder el juicio (1973)
- Eusébio, la Pantera Negra - documentario (1973)

#### Televisione
- Las golondrinas - film TV (1968)
- Maruxa - film TV (1969)

### Attore

#### Cinema
- La chavala, regia di Florián Rey (1925)
- La casa de la Troya, regia di Manuel Noriega e Alejandro Pérez Lugín (1925)
- La revoltosa, regia di Florián Rey (1925)
- Boy, regia di Benito Perojo (1926)
- Pilar Guerra, regia di José Buchs (1926)
- Los vencedores de la muerte, regia di Antonio Calvache (1927)
- Rocío Dalbaicín, regia di Mario Roncoroni (1927)
- Estudiantes y modistillas, regia di Juan Antonio Cabero (1927)
- El rey que rabió, regia di José Buchs (1929)
- Las estrellas, regia di Luis R. Alonso (1930)
- El misterio de la Puerta del Sol, regia di Francisco Elías (1930)
- Nobleza baturra, regia di Florián Rey (1935)
- El cura de aldea, regia di Francisco Camacho (1936)
- Leyenda rota, regia di Carlos Fernández Cuenca (1940)
- La gitana (La gitanilla), regia di Fernando Delgado (1940)
- Flora y Mariana, regia di José Buchs (1942)
- Al diablo, con amor, regia di Gonzalo Suárez (1973)